# Srđan Čebinac
Srđan Čebinac (serbisch-kyrillisch Срђан Чебинац; * 8. Dezember 1939 in Belgrad, Jugoslawien) ist ein ehemaliger jugoslawischer Fußballspieler und -trainer.

## Spielerkarriere

### Vereine
Čebinac spielte bereits 16-jährig beim Erstligisten Partizan Belgrad. 1957, am Ende seiner Premierensaison, wurde er mit der Mannschaft Pokalsieger. In drei Spielzeiten kam er in 15 Punktspielen zum Einsatz und erzielte drei Tore. Zur Saison 1961/62 wurde er vom Ligakonkurrenten OFK Belgrad verpflichtet, für den er in drei Spielzeiten 24 Tore in 50 Punktspielen erzielte. Auch hier gewann er am Saisonende seiner Premierensaison mit der Mannschaft den nationalen Vereinspokal. Ferner kam er mit der Mannschaft in vier Spielen um den Europapokal der Pokalsieger zum Einsatz, wobei ihm im Zweitrundenhinspiel gegen den nordirischen Pokalfinalisten Portadown FC ein Tor gelang. Beide Viertelfinalspiele gegen den SSC Neapel bestritt er, nicht aber das Entscheidungsspiel gegen den italienischen Vertreter und auch nicht die beiden Halbfinalspiele gegen den späteren Pokalsieger Tottenham Hotspur.
Nach einem überzeugenden Probetraining beim 1. FC Köln wurde er vom deutschen Bundesligisten zur Saison 1965/66 als Mittelfeldspieler verpflichtet. Diese Leistungen konnte er jedoch nie bestätigen, sodass er sein Debüt in der höchsten deutschen Spielklasse erst am 5. März 1966 (24. Spieltag), beim 3:1-Sieg im Heimspiel gegen den TSV 1860 München, geben konnte. Es folgten zwei weitere Punktspiele, wobei er in seinem letzten, am 26. März 1966 (27. Spieltag) bei der 1:2-Niederlage im Auswärtsspiel gegen Borussia Neunkirchen mit dem Treffer zum 1:1 in der 15. Minute sein einziges Bundesligator erzielte. Des Weiteren bestritt er das am 19. März 1966 mit 0:2 verlorene Achtelfinalspiel um den DFB-Pokal beim FC Bayern München.
Zur Saison 1966/67 wechselte er zum niederländischen Erstligisten Sittardia. Am Saisonende 1967/68 stieg der Verein als Tabellenletzter in die Eerste Divisie ab. Čebinac entging dem Abstieg, da er zur Saison 1968/69 sich dem österreichischen Erstligisten FK Austria anschloss, jedoch in der Nationalliga nur in seiner ersten Spielzeit neun Punktspiele bestritt und zwei Tore erzielte; damit trug er zur Meisterschaft bei. Des Weiteren wurde er einmal im ÖFB-Cup (2 Tore) und zweimal im Intertoto Cup eingesetzt und einmal in der Folgesaison. 
In die Niederlande zurückgekehrt, spielte er die Saison 1971/72 für den Zweitligisten Fortuna Sittard, dem aus Sittardia und Fortuna 54 Geleen 1968 fusionierten Verein.

### Nationalmannschaft
Am 18. März 1964 bestritt er sein einziges Länderspiel für die A-Nationalmannschaft, die in Sofia mit 1:0 gegen die Nationalmannschaft Bulgariens gewann.

## Erfolge
- Österreichischer Meister 1969 (mit FK Austria Wien)
- Jugoslawischer Pokalsieger 1957 (mit Partizan Belgrad), 1962 (mit OFK Belgrad)

## Trainerkarriere
Seine erste Trainerstation nahm er 1973/74 beim FC Aarau an, mit dem er die Schweizer Nationalliga B als Viertplatzierter abschloss. 1980 führte er bei seiner zweiten Trainerstation den FC Nordstern Basel in die Nationalliga A, mit dem er die Klasse halten konnte.

## Sonstiges
Um Čebinacs Verpflichtung vom 1. FC Köln hält sich folgende Geschichte hartnäckig: Bis heute wird spekuliert, dass an seiner Stelle sein deutlich talentierterer Zwillingsbruder Zvezdan Čebinac, der von 1967 bis 1971 erfolgreich für den 1. FC Nürnberg und Hannover 96 in der 1. Bundesliga spielte, das Probetraining absolvierte, um seinem Zwillingsbruder zum Vertrag zu verhelfen.